# مكتوب عليا (مسلسل)
مكتوب عليا هو مسلسل تلفزيوني مصري عُرض في شهر رمضان عام 1443 هـ (2 أبريل 2022م) على قنوات المتحدة للخدمات الإعلامية و قناة زي ألوان، من بطولة أكرم حسني وعمرو عبد الجليل وأيتن عامر وهنادي مهنا، من تأليف إيهاب بليبل ومن إخراج خالد الحلفاوي.

## قصة المسلسل
تدور الأحداث في إطار اجتماعي كوميدي، حيث يلتقي «جلال» بأحد الأشخاص ويقوم هذا الشخص بمسح ذراعه بمادة مسحورة موجودة داخل زجاجة مسك، ليتفاجأ الشاب في اليوم التالي أن أحداثه اليومية وكل ما يقع له خلال الساعات المقبلة مكتوب على ذراعيه، ليجد نفسه في ورطة بعد اكتشافه أمورا خطيرة ستحدث له.

## طاقم التمثيل
| - أكرم حسني: (جلال إحسان قدري) - عمرو عبد الجليل: (بدوي) - أيتن عامر: (رقية) - هنادي مهنا: (سلمى) - حنان سليمان: (محاسن) - إسماعيل فرغلي: (إحسان قدري) - محمد طعيمة: (علاء) - محمود السيسي: (سيد) - أحمد عثمان: (شاهين) - مصطفى عبد السلام: (كمال) - هلا رشدي: (جيجي) - هنا زهران: (جليلة) | - عزة لبيب: (رفيدة - والدة رقية) - عزت زين: (حسام والد سلمى) - أحمد فهمي: (درديري ضيف شرف) - فرح: (شيري ضيفة شرف) - صلاح عبد الله: (بائع ضيف شرف) - محمد ممدوح: (طبيب نفسي ضيف شرف) - فردوس عبد الحميد: (ضيفة شرف(الباتعة ام بدوى)) - بيومي فؤاد: (هاني الحوت - ضيف شرف) - هناء الشوربجي: (ماما مزاجات - ضيفة شرف) - هنا الزاهد: (ضيفة شرف في آخر حلقة) - هشام ماجد: (ضيف شرف) - أحمد ماهر:(ضيف شرف بشخصيته الحقيقية الحلقة 17) | - سامية الطرابلسي: (مي لأ - ضيفة شرف) - علاء زينهم: (عم سراج - ضيف شرف) - بسنت النبراوي - أسامة عبد الله - جهاد عصام - ياسمين عادل: (لوچى) - محمد توكل: (موظف البنك) - دنيا جمعة - الحسين الشمندي: (وكيل النيابة) - نوران ماجد - نورا أبو سليمان |

## فريق العمل
- إخراج: خالد الحلفاوي
- تأليف: إيهاب بليبل
- إنتاج: كي ميديا (كريم أبو ذكري)
- مدير التصوير: علي عادل
- مونتاج: كريم سعد
- موسيقى تصويرية: محمد أبو ذكري

## مقدمة المسلسل
- غناء: أكرم حسني، أيتن عامر، هلا رشدي، هنادي مهنا، هنا زهران
- كلمات: أكرم حسني
- ألحان: بلال سرور
- توزيع: توما